# Circonscription d'Arboye
La circonscription d'Arboye est une des 177 circonscriptions législatives de l'État fédéré Oromia, elle se situe dans la Zone Arsi. Sa représentante actuelle est Wednesh Teklehaymanot Tesfaye.